# ミッチェル・バッケル
- ミッチェル・バッカー

ミッチェル・バッケル（オランダ語: Mitchel Bakker、2000年6月20日 - ）は、オランダ・北ホラント州プルメレント出身のサッカー選手。LOSCリール所属。ポジションはDF。

## クラブ歴

### アヤックス
2010年に地元のFCプルメレントの下部組織からアヤックス・アカデミーに移籍。
2017年10月27日に行われたエールステ・ディヴィジでマウロ・サファスターノに代わって途中出場し、ヨング・アヤックスで選手初出場を記録した。
2018年9月26日にKNVBカップでトップチーム初出場を記録した。KNVBカップでは10月31日の試合でも出場したが、この2試合を除いてアヤックス・アムステルダムのトップチームでの出場機会はなかった。

### パリ・サンジェルマン
2019年7月7日、パリ・サンジェルマンFCに移籍金なしの4年契約で移籍。2020年1月29日に行われたクープ・ドゥ・フランスで途中出場し移籍後初出場となった。2月12日にはクープ・ドゥ・フランスでスターティングメンバーに選出されると、同月15日にはリーグ・アンでもデビューを果たした。6月15日にはゴールデンボーイ賞の候補100人の一人として選出された。7月24日にはクープ・ドゥ・フランス決勝でフル出場し優勝に貢献した。同月31日のクープ・ドゥ・ラ・リーグ決勝でもフル出場しPK戦の末の勝利に貢献した。
2020年10月にはゴールデンボーイ賞の候補20人のうちの一人に選出された。その数日後にはUEFAチャンピオンズリーグ 2020-21 グループリーグのマンチェスター・ユナイテッドFC戦に途中出場しUEFA主催試合初出場となったが、この試合は1-2で敗北した。

### バイエル・レバークーゼン
2021年7月12日、バイエル・レバークーゼンと2025年6月30日までの契約を結んだ。

### アタランタ
2023年7月7日、アタランタBCに移籍した。

## 代表歴
U-17代表としてUEFA U-17欧州選手権2017に参加した。
2022年10月21日、カタールW杯に向けた予備登録メンバーの1人に選ばれた。

## 私生活
父のエドヴィン・バッケル、いとこのキリエン・ユンヘンもサッカー選手。